# John Falstaff

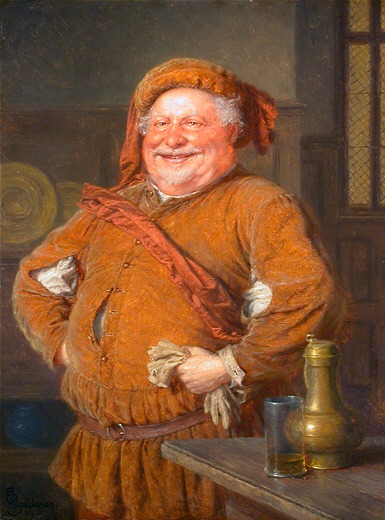
Eduard von Grützner: Falstaff med handskar, tennkanna och vinglas; 1919.

Sir John Falstaff är en person uppdiktad av William Shakespeare som använts i ett flertal av hans pjäser och också i verk av andra författare och kompositörer, som Giuseppe Verdi, (Falstaff (Verdi)) och Orson Welles, (Falstaff).
Falstaff är en fet, fåfäng, skrytsam och feg adelsman, som med sin komiska framtoning ändå framstår som sympatisk.
För en svensk publik torde namnet Falstaff mest associeras med Axel Wallengren, som använde pseudonymen Falstaff, fakir, men Wallengren använder bara namnet - inte Shakespeares figur.

## Ursprung
Det finns flera möjliga inspirationskällor för Falstaff. En möjlighet är Sir John Fastolf, som slogs mot Jeanne d’Arc vid Slaget vid Patay. Fastolf hade oturen att som en av få engelsmän överleva slaget, och anklagades efteråt för feghet. En annan möjlighet är Sir John Oldcastle, en  Lollard, som var vän till  Henrik V, men som avrättades för ett revoltförsök. I det anonyma skådespelet Henrik V av England förekommer Oldcastle, men när Shakespeare återger samma historia i Henrik IV, del 1, så har namnet bytts ut mot Falstaff i den tryckta versionen. Mycket tyder på att Shakespeare hade kvar namnet Oldcastle när pjäsen först framfördes.

## Falstaff hos Shakespeare
Falstaff förekommer på scenen i följande pjäser:
- Henrik IV, del 1
- Henrik IV, del 2
- Muntra fruarna i Windsor

Dessutom omnämns Falstaff i  Henrik V. I en del framföranden, som Henrik V (film, 1989) av Kenneth Branagh, visas Falstaff själv.